# بورگو تیچینو
بورگو تیچینو (به ایتالیایی: Borgo Ticino) یک کومونه در ایتالیا است که در استان نووارا واقع شده‌است.

## خصوصیات
بورگو تیچینو ۱۳٫۳ کیلومترمربع مساحت و ۴٬۲۲۹ نفر جمعیت دارد.